# Чередниченко Дмитро Семенович
Дмитро́ Семе́нович Чередниче́нко (30 листопада 1935, с. Межиріч, Канівський район, Черкаська область — 20 серпня 2021) — український письменник, поет, літературний редактор, педагог, мистецтвознавець. Член Національної спілки письменників України (1979). Перекладач литовської літератури.

## Біографія
Після закінчення Межиріцької середньої школи (1953) закінчив Київський педагогічний інститут імені М. О. Горького (1957), вчителював на Канівщині й Васильківщині (1957—1963), працював на журналістській та видавничій роботі (1963—1982).
Яскравий представник «тихої лірики».
Учасник діалектологічної експедиції в село Салтикову-Дівицю Куликівського району Чернігівської області (керівник Ф. Т. Жилко, 1955) та першої української антропологічної експедиції по Україні, Молдові, Білорусі та Росії (керівник В. Д. Дяченко, 1956), а також міжнародних конференцій з питань національної символіки, літератури й мистецтва.
З 1991 по 2002 редагував українознавчий часопис для українського шкільництва «Жива вода». З лютого 1992 року керував літературним об'єднанням «Радосинь».
Помер 20 серпня 2021 року на вісімдесят шостому році життя. (Про це у Facebook повідомила його дочка, письменниця Оляна Рута).
.

## Творчість
Автор поетичних книжок:
- «Отава» (1966),
- «Межиріч» (1974),
- «Золоті струни» (1981),
- «Сад» (1983),
- «Рось» (1985),
- «Доброю любов'ю» (1986),
- «Неопалима колиска» (трилогія, 1987),
- «Брама» (1991),
- «Родень» (1995),
- «Наші стежки додому» (2000),
- «Батиха» (2002),
- «Нáвистка» (2004),
- «П'ятерик» (2005), Автор науково-популярного видання «Павло Чубинський» (2005); книжок для дітей:
- «Щедринець» (1968),
- «Чебрики» (1970),
- «Білий Чаїч» (1973),
- «Мандри Жолудя» (1973),
- «У країні майстрів» (1974),
- «Ковзанка» (1978),
- «Ми будуємо дім» (1980),
- «Жар-півень» (1985),
- «Священна діброва» (1995),
- «Гарна моя казочка?» (1998),
- «Доторки» ISBN 9780463151679 (2018).

Також автор повісті «Вишневий острів. Три повісті для дітей» (2001), «Камінь-дерево» (2003), збірки казок, притч та оповідок «Летюча ящірка» (2003), поетичних «Ми ходили в зоосад» (2004), «Колискова для котика» (2004), «Горобець-хвастунець» (2005), «Котячий календар» (2006), повісті-казки «Хлопчик Горіхове Зерня і Лісовичка» (2007), книжки віршів, казок, притч та оповідань у серії «Хрестоматія школяра» — «Мандри Жолудя» (2007), поетичної збірки «Ластівки над Россю і над Німаном» (2010), книжок для дітей «Чого Волошка запишалася» (2012), «Коник коникові — брат», «Княжий краєвид із Лисої гори» (ISBN 978-966-136-401-0).
Автор педагогічних творів:
- українського букваря «Материнка» (1992);
- шкільних читанок «Ластівка», «Біла хата», «Писанка» (1992), «Зелена неділя» (1993),
- «Короткого біографічного довідника» авторів цього букваря й читанок (під спільним псевдонімом Оксана Верес — разом із Галиною Кирпою);
- тритомної читанки-хрестоматії для дошкілля «Український садочок» (1997—1998, спільно з Галиною Кирпою),
- тритомної хрестоматії світової літератури для початкової школи «Світ від А до Я» (спільно з Галиною Кирпою, 2007));
- антології поезії української діаспори «Листок з вирію» (спільно з Галиною Кирпою — книга перша, 2001; книга друга, 2002);
- українського букваря-читанки «Соколик. Український буквар для першокласників» (Тернопіль: Навчальна книга — Богдан, 2014).

## Перекладацька діяльність

### Переклади з білоруської
- Максим Богданович;
- Якуб Колас;
- Сергій Понізник;
- О. Рязанов;
- І. Колесник;
- Я. Сіпаков;
- Василь Вітка;
- В. Сидоренко;

### Переклади з латиської
- Александрс Чакс («Поезії», 1988);
- Імант Аузіньш;
- Кнутс Скуеніекс;
- М. Чаклайс;
- Юлій Ванагс;

### Переклади з литовської

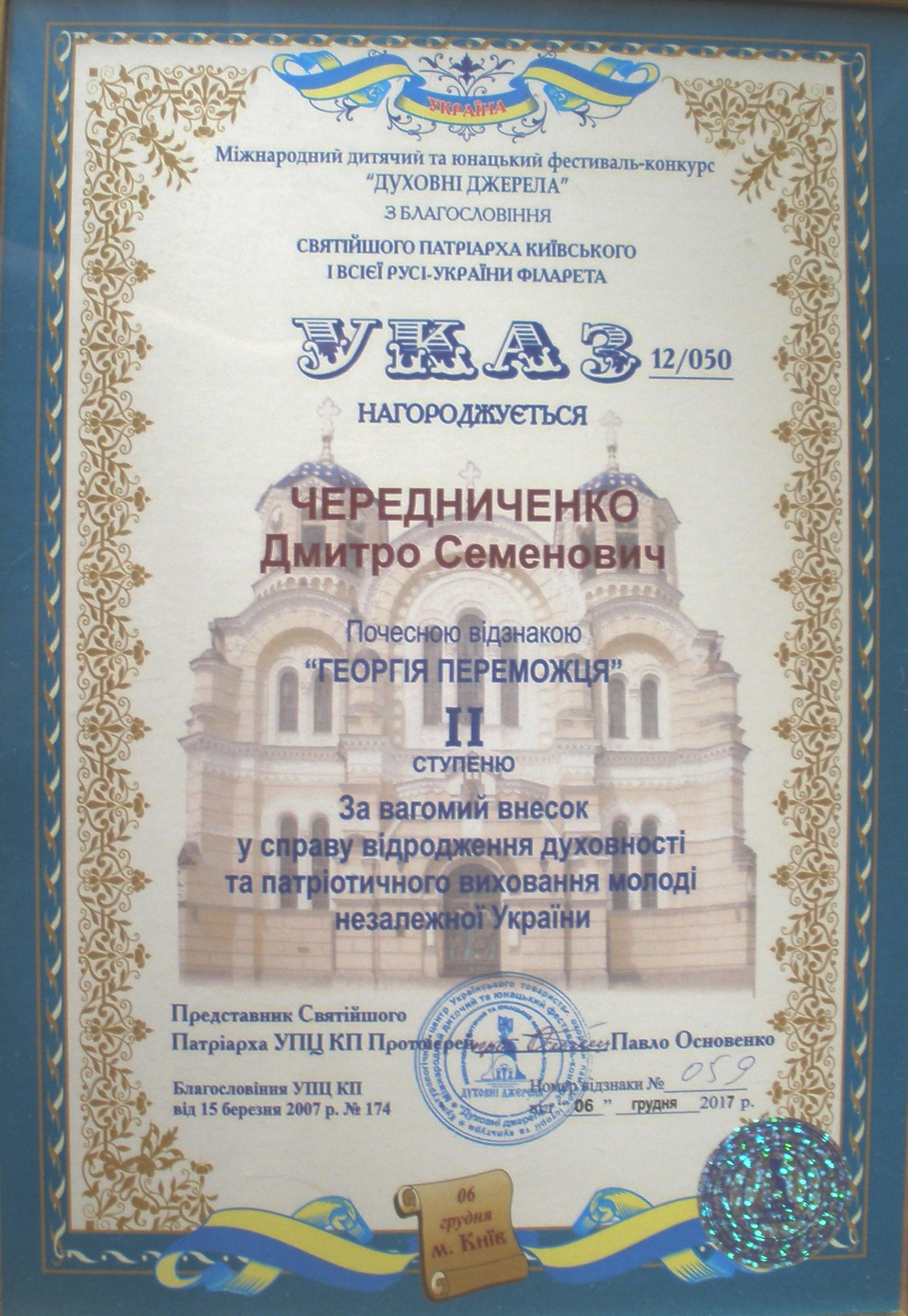
Грамота до Указу Патріарха Київського і всієї Русі-України Філарета про нагородження почесною відзнакою «Георгія Переможця» ІІ ст.

Найбільше в Україні перекладав з литовської:
- Мартінас Вайнілайтіс («Мій янтарик», 1980);
- Юстінас Марцінкявічюс («Поезії», 1981);
- Альфонсас Малдоніс («Бурштин і троянди», 1984);
- Марцеліюс Мартінайтіс («У світлі серця», 1985);
- низка авторів в антології литовської поезії (1985, упорядкував разом із М. Карчяускасом);
- Ю. Някрошюс («Чотири слова», 1990);
- Крістіонас Донелайтіс (поема «Літа», 1989);
- Вітаутас Бубніс (роман «Час долі», 1986);
- Вінцас Міколайтіс-Путінас («Повстанці», 2002);
- Алдона Пуйшіте (п'єса «Чорна королівна», 1993);
- С. Шалтяніс;
- Л. Яцинявічюс «Полювання на вогонь» («Балада про Моніку», 1988);
- Ю. Ґрушас («Геркус Мантас», 2002);
- Ю. Апутіс (триптих новел «Зелена звивина часу», 2004);
- книги литовських народних казок «Чарівний перстень» (2006);
- тетралогія В. Рачицкаса для дітей («Пригоди капчика», 2007; «Нові пригоди, або Капчик-2»; «Перший любовний лист, або Капчик-3»; «Давні знайомі, або Капчик-4»);
- Вітаутас Ландсбергіс (повісті «Мишка Зіта», 2009; «Любов коня Домінікаса», 2011);
- Й. Авіжюс («Пригоди та походеньки Барда», 2009);
- В. Рачицкас («Її ім'я — Ніппа», «Ніппа хоче додому» та «Ніппа дома»; «Хлопчаки танцюють брейк»);
- Я. Чюрльоніте («Спогади про Чюрльоніса»);
- М. Мартінайтіс («Кукутісові балади»);
- Едуардас Межелайтіс;
- П. Шірвіс;
- Юлія Жемайте;
- Костас Кубілінскас;
- В. Бложе;
- Альбінас Бярнотас;
- Робертас Кятуракіс;
- Йонас Стрєлкунас;
- Б. Балтрушайтіте;
- С. Ґяда;
- А. Мікута;
- М. Карчяускас;
- А. Жукаускас;
- В. Реймеріс;
- В. Мозурюнас;
- Ю. Юшкайтіс;
- В. Шульцайте;
- В. Рудокас;
- В. Пальчинскайте;
- В. Каралюс;
- Няріма Нарута;
- Майроніс;
- К. Брадунас;
- К. Шимоніс;
- К. Марукас;
- П. Машьотас;
- К. Борута;
- Й. Ліняускас;
- А. Зурба;
- Б. Вілімайте;
- К. Сакалаускас-Ванаґеліс;
- В. Петкявічюса;
- П. Цвірка;
- З. Ґеле;
- Вайжґантас;
- Я. Дяґутіте;
- Й. Мікелінскас;
- А. Дабульскіс;
- Й. Білюнас;
- В. Креве;
- Р. Садаускас;
- А. Льобіте;
- Р. Скучайте;
- Р. Кашаускас;
- Л. Шимкуте;
- В. Бразюнас;
- А. А. Йонінас;
- Д. Пранцкєтіте;
- Г. Алексас;
- Б. Йонушкайте;
- Д. Собецкіс;
- П. Пуките;
- В. Ґедґаудаса;
- Д. Чяпаускайте;
- Л. Жутауте («Кіка-Міка і Гном, що в усьому любить лад», ISBN 978-617-07-0476-4);

### Переклади з монгольської
- Д. Мягмар;
- Ж. Лхагва;
- Рінчен;
- Явухулан;

### Переклади з російської
- М. Гончаров («Кораблики», 1979);
- В. Берестов («Де чаєчка живе?», 1983, «Веселе літо», 2008);

### Переклади зі словацької
- народні казки в антології «Співуча липка» (1981);
- «Брати Місяці» (1981);
- «Словацькі народні казки» (1982, 1990);

### Переклади з чеської
- А. Сантарова «Од вівторка до суботи» (1996);
- Я. Неруда;
- Я. Пельц;
- В. Стухла;
- Ю. Доланський;
- Я. Скацел;
- Б. Ржіґа;
- Я. Сайферт;
- Й. Чапек;
- О. Секора;
- Я. Гербен;
- К. Ербен;
- Е. Петішка;
- Ф. Тенчік;
- М. Флоріан;
- О. Сироватка.

## Літературознавство
Автор досліджень про Павла Чубинського, Степана Васильченка, Василя Сухомлинського, Кирила Стеценка, Михайла Кипу, Леоніда Полтаву, Ганну Черінь, Олексу Кобця, рід Симиренків, національну символіку; розвідок про українських та литовських письменників, художників, педагогів, про українсько-литовські літературні взаємини.
Упорядкував антологію літературного об'єднання «Радосинь» (2004), альманах творів членів об'єднання «Радосинь» для дітей «Сонячна Мальвія»(2005, 2007), у серії «Золота бібліотека» уклав збірку творів Степана Васильченка.
Друкувався у Литві, Білорусі, Латвії, Польщі, Чехії, Словаччині, Болгарії, Азербайджані, Монголії, США, Канаді. Твори перекладалися литовською, латиською, білоруською, російською, азербайджанською, болгарською, польською, монгольською мовами.